# Robert Hoapili Baker
Robert Hoapili Kekaipukaʻala Kahalelaukoa Baker (c. 1845/1847 – 4 de abril de 1900) fue un ali'i hawaiiano (noble), agente militar, cortesano y político que sirvió muchos puestos políticos en el Reino de Hawái, incluyendo Gobernador de Maui, consejero privado y ayudante de campo a King Kalākaua. La semejanza de Baker se inmortaliza como uno de los modelos de las estatuas de Kamehameha.

## Los primeros años
Robert Hoapili nació 1845 o 1847, en Waikapu, en la isla de Maui a un distinguido principalmente linaje. Su padre era el Príncipe Ali'i Ikekelei'aiku, hijo de la reina Kamakahelei,, que era la reina de la isla de Kauaʻi y descendiente de los Reyes Kūali'i y Peleiholani, reyes de Oahu y Kaua'i. Su madre, la cacique Ali'i Malie Kaikilani Napuupahoehoe también era de alto rango, descendiente de Līloa y los antiguos reyes de las islas de Hawái, haciendo de Hoapili miembro de la casa de Moana y primo de los Reyes Lunalilo, Kamehameha IV y Kamehameha V. Hoapili el apellido vuelve al gobernante histórico de Isla de Hawái nombró Liloa a través de la Casa de Moana y una figura nombró Napuupahoehoe, cuando por su genealogía que publica en el Ka Makaainana diario en 1896, y posteriormente reprinted en el compendium de Genealogías hawaiianas por Edith Kawelohea McKinzie en 1983.
Su primo hermano fue John Timoteo Baker, y Hoapili adoptó el apellido Baker en honor al padre de este primo, Adam C. Baker, en cuya casa fue criado.
Bajo los auspicios de los sacerdotes anglicanos el reverendo William Scott y el archidiácono George Mason, Hoapili fue educado enen los internados anglicanos: la escuela Luaehu en Lahaina, Maui y el St. Alban' s College en Honolulu. Fue educado junto a Samuel Nowlein y Curtis P. Iaukea.

## La estatua de Kamehameha
En 1879, Hoapili y su hermano John Timoteo Baker se convirtieron en los modelos de las estatuas Kamehameha del escultor estadounidense Thomas Ridgeway Gould. La estatua fue encargada por el rey Kalākaua en honor al centenario del desembarco de James Cook en las islas hawaianas. La estatua original fue fundida en 1880 pero perdida en el mar. Un segundo elenco fue instalado en 1883 en Aliʻiōlani Hale, mientras que el elenco original recuperado fue instalado en Kapaʻau, Kohala, el lugar de nacimiento de Kamehameha I. Según Walter M. Gibson, "[t] el artista ha copiado estrechamente el buen físico de [Robert] Hoapili [Baker]... y presenta una ilustración noble y un tipo correcto de virilidad hawaiana superior". Un detalle significativo de este episodio es el uso y la representación de Kāʻei de Līloa, transmitida del antepasado de Hoapili Baker al poderoso Līloa a través de los kamehamehas y hasta Kalākaua, y un artículo de inmenso maná que Kalākaua consideró parte de la regalía real. "Kalākaua valoró la faja como un símbolo de su estatus de Kapu heredado y la legitimidad de su adhesión real... El cordón de plumas era una posesión legítima del rey reinante de Hawái, incluso a finales del siglo XIX. Si bien es curioso que la faja no se presentó como una prenda de investidura durante su coronación, Kalākaua lo hizo fotografiado como parte de la Regalia usada por Robert H. Baker como una referencia para Gould en el diseño del monumento Kamehameha." Entrar en un contacto físico tan estrecho y posar con un artículo de tal maná, con la aprobación del rey, es testimonio del alto linaje y ascendencia de Hoapili de la casa de Liloa.

## La carrera política y militar
A una edad temprana, Hoapili muestra un gran interés en el asunto militar. Comenzó su servicio a la monarquía hawaiana como oficial de guardia real y se convirtió en teniente de la guardia de la Casa del Rey Kalākaua.
Fue elegido para la cámara de representantes, la cámara baja de la legislatura del Reino, para el distrito de Kona de Oahu (alrededor de Honolulu). Se sentó en la Asamblea Legislativa de 1880. Durante esta sesión, propuso la creación de un programa de estudio en el extranjero financiado por el Gobierno que financió el estudio internacional de un número de jóvenes hawaianos de 1880 a 1892 en Italia, Escocia, Inglaterra, Estados Unidos, China y Japón. El 12 de agosto de 1884, Kalākaua lo nombró miembro del Consejo de Estado Privy.
Del 4 de octubre de 1886 al 23 de agosto de 1888, Hoapili fue nombrado para suceder a John Owen Dominis como gobernador de Maui, y las islas adyacentes de Molokai y Lanai. Él no tuvo el puesto por mucho tiempo. Los gobernados de la isla real fueron abolidas por la Legislatura después de la Constitución de bayoneta. El rey había vetado el proyecto de ley, pero los nuevos cambios constitucionales, que limitaban el poder ejecutivo del rey, permitieron a la legislatura anular su oposición. Hoapili continuó sirviendo al rey en su Consejo privado. El 15 de mayo de 1889, se convirtió en ayudante de campo y miembro del personal militar del rey Kalākaua con el rango militar de Coronel. Continuó como consejero privado y consejero del rey.

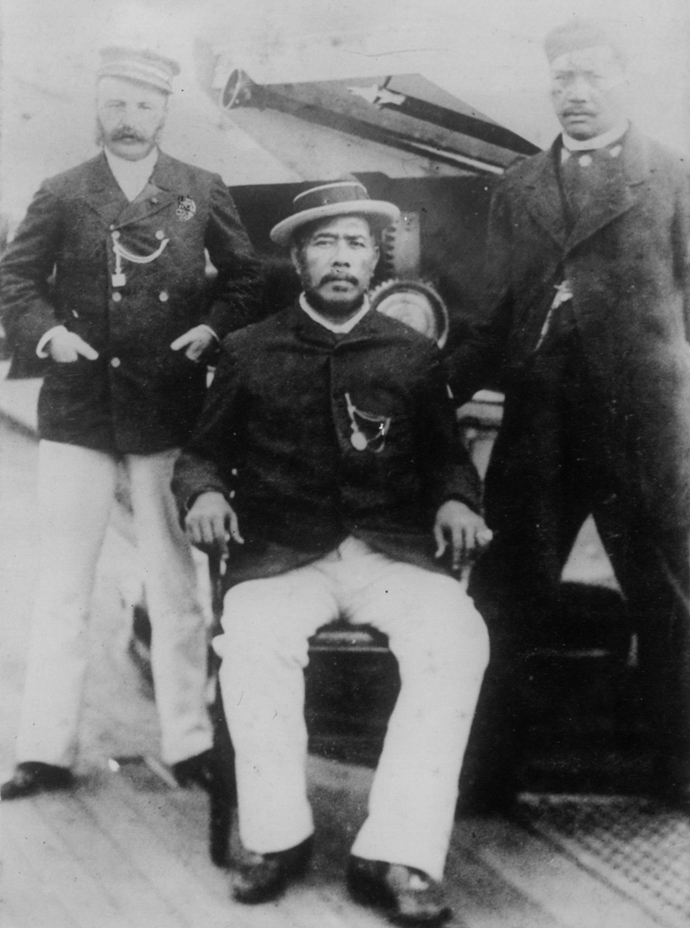
Kalākaua Con Coronel Macfarlane y Coronel Hoapili Baker a bordo el USS Charlestón en ruta a San Francisco, California

Considerado como amigo íntimo y confidante, Hoapili acompañó el rey en su visita final a los Estados Unidos a bordo el USS Charlestón, e el 1890 de noviembre. Coronel George W. Macfarlane, el Chambelán del Rey, también formaba parte de la Suite. Mientras visitaba el Sur de California, el rey bebió excesivamente y cayó enfermo en enero de 1891 y tuvo que ser devuelto a San Francisco. Los llorosos Hoapili y Macfarlane estaban en su lecho de muerte en el Hotel Palace de San Francisco; se sentó a la cabeza de la cama que juntaba la mano izquierda del rey. Poco antes de que respirara su último, la voz de Kalākaua se registró en un cilindro fonográfico. Kalākaua falleció el 20 de enero de 1891. La grabación fue dada a Hoapili para llevar de vuelta a Honolulu y, según los informes, ""lo custodiaba como su propia vida". Y es ahora está en el Bishop Museum Entre los principales dolientes del funeral del rey Kalākaue, Coronel Robert Hoapili Baker se puso a la cabeza del ataúd y se encargó de llevar la corona, el cetro y la espada del difunto Rey durante la procesión final.
Regresando a Honolulu, sus comisiones militares se renovaron el 7 de marzo de 1891, y permaneció en el personal militar y en el Consejo privado del estado de la reina Liliuokalani hasta el derrocamiento de la monarquía en 1893. Después del derrocamiento y el establecimiento de la República de Hawái, Hoapili hizo el juramento al nuevo régimen. Durante este periodo, sirvió como miembro de la Junta de registro de electores para Oahu. De lo contrario, permaneció fuera de la arena política y se retiró a una vida privada.
Hoapili falleció el 4 de abril de 1900, en su residencia en Pawaʻa, Honolulu. Había estado enfermo durante mucho tiempo antes. La causa de la muerte fue la cardiopatía. La comunidad hawaiana recuerda favorablemente su amistad con Kalākaua y el servicio público de toda la vida a Hawái y su muerte fue llorada por su familia y amigos. Los periódicos locales informaron que su muerte "elimina a un hombre de ascendencia distinguida y un considerable servicio público". Sus restos yacía en estado en el salón de los milicianos, su ataúd cubierto con el 'ahuʻula de su abuela Kamakahelei, y después de un funeral real que encajaba con su rango. Hoapili enterrado en el cementerio del Kawaiahaʻo Iglesia.